# Čižići

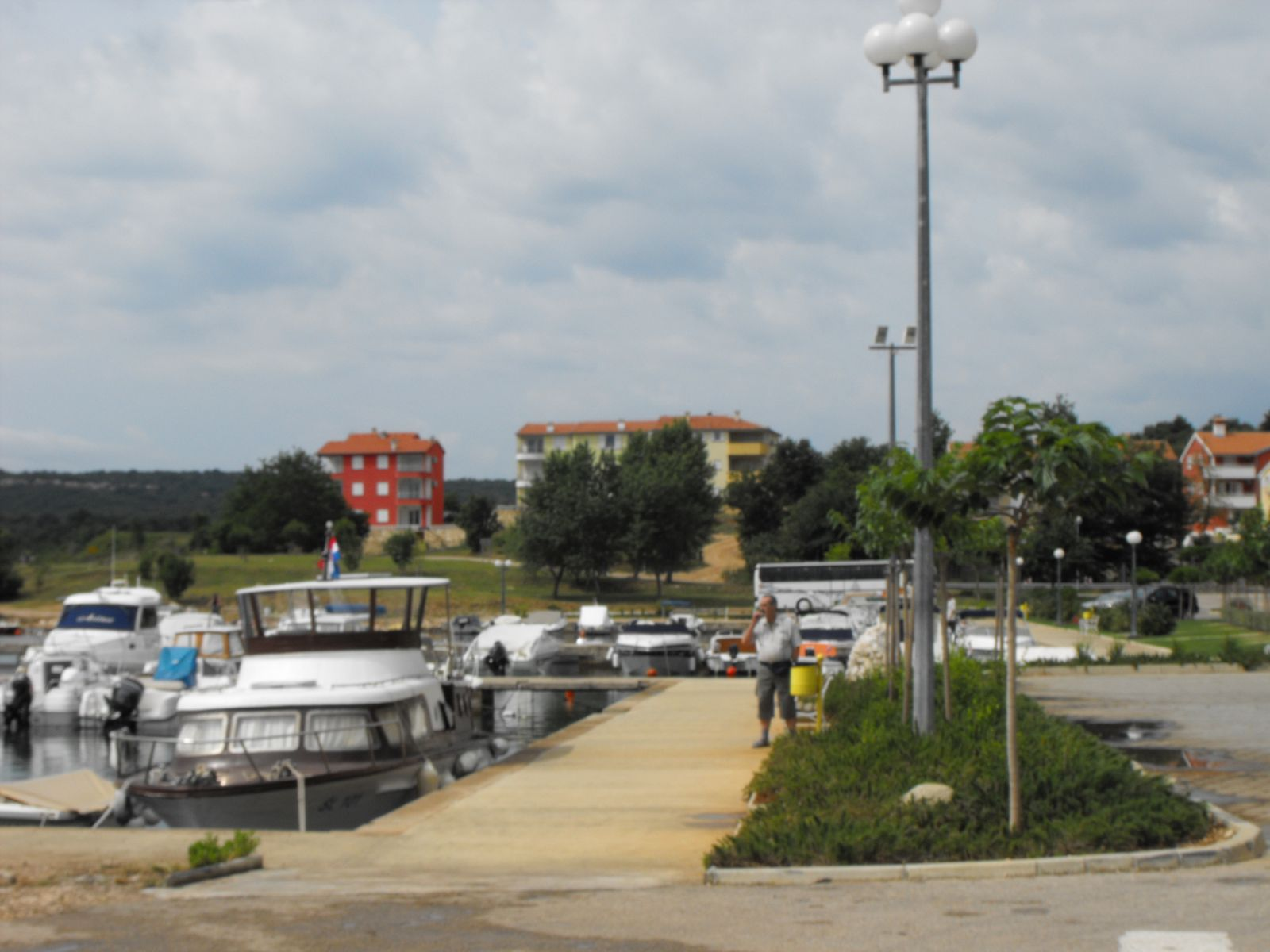
Přístav v Čižići

Čižići (italsky Cisicchie) je vesnice a přímořské letovisko v Chorvatsku v Přímořsko-gorskokotarské župě. Nachází se na ostrově Krk a je součástí opčiny Dobrinj. V roce 2011 zde žilo celkem 113 obyvatel.
Sousedními vesnicemi jsou Omišalj, Rudine, Soline, Sužan a Tribulje.